# トドマツ
トドマツ（椴松、Abies sachalinensis）は、マツ科モミ属の樹木である。

## 形態
樹高は通常20-25 m程度だが、大きいものでは35 mに達する場合もある。樹形はトウヒ属のエゾマツ (Picea jezoensis) やアカエゾマツ (P. glehnii) と似る。葉は長さ15-20 mm程度で先端は2裂する。球果は黒褐色で5-8.5 cm程度で枝上に直立し、他のモミ属同様鱗片をばらばらに散らしながら種子を散布する。前述のトウヒ属の2種とは、葉の先端が裂けているか否か、および球果の構造（トウヒ属の球果は枝から垂れ下がり、松かさのように鱗片を開閉させるだけで種子を散布し、モミのようにバラバラに分解しない）において異なる。
道央・道北・道東などに分布する個体群と道南に分布する個体群では種鱗の飛び出る程度や樹皮などのいくつかの形態的な特徴が違うという指摘がしばしばなされ、変種扱いとされることが多い。

## 生態
他のマツ科針葉樹と同じく、菌類と樹木の根が共生して菌根を形成している。樹木にとっては菌根を形成することによって菌類が作り出す有機酸や抗生物質による栄養分の吸収促進や病原微生物の駆除等の利点があり、菌類にとっては樹木の光合成で合成された産物の一部を分けてもらうことができるという相利共生の関係があると考えられている。菌類の子実体は人間がキノコとして認識できる大きさに育つものが多く、中には食用にできるものもある。土壌中には菌根から菌糸を通して、同種他個体や他種植物に繋がる広大なネットワークが存在すると考えられている。
適度に水分のある肥沃な土地を好む。
本種は耐陰性が高い。明るすぎるところは好まないといい、陽光度50 -80%の場所が最適だという。
北海道においてはエゾマツ、ミズナラ、シナノキ、ベニイタヤなどと混生するが、しばしば純林を形成する時もある。
何種類もの昆虫がトドマツを餌として利用している。若い苗木にはトドマツオオアブラムシ (Cinara todocola) が群がり、汁を吸う。付着数が甚だ多い場合は枯死する場合もある。農薬散布も一時的な効果に留まるという。
木材を食べるものにシラフヨツボシヒゲナガカミキリ (Monochamus urssovi)の幼虫がいる。このカミキリムシは数が少ないうちは被圧木などの弱った木を利用して細々と暮らしているが、伐採跡地に残された丸太などで大量に増殖すると健全木にも積極的に産卵する（mass attack）ので造林上の害虫となる時がある。本種の他にアカエゾマツ (Picea glehnii)、エゾマツ (P. jezoensis), グイマツ (Larix gmelinii var. japonica)、カラマツ (L. kaempferi) などにも産卵する。成虫は羽化後、性成熟を行うために「後食」といい枝を食害する。日本各地で大きな問題になっているマツ属樹木の致死的な感染症であるマツ材線虫病（英:pine wilt、通称：松くい虫）を媒介するマツノマダラカミキリ（M. alternatus）と近縁であるが、病気が北海道に侵入した場合にどれほどかかわるのかについてはよくわかっていない。
菌根菌とは共生関係にあるが、一方的にトドマツを攻撃する菌もおり樹病学的な観点から研究されているものもある。子嚢菌の一種、Gremmeniella abientina はトドマツ枝枯病 と呼ばれる病気<を引き起こす。春先の針葉の落葉に続き、枝が枯れる、それが数年続くと個体の枯死まで招くこの病気は本種の特に重大な病気の一つである。病名には「トドマツ」と付くが、本種や本種が属するモミ属 (Abies)に限らず病気を引き起こす多犯性の菌であり、欧米ではむしろマツ属 (Pinus), トウヒ属 (Picea)の樹木の病気として知られている。病気の英名はen:Scleroderris cankerとされ、これは病原菌のシノニム Scleroderris lagerbergii に由来し学名変更後も広く用いられている。病原菌の接種は樹皮剥ぎや深い切り傷への接種よりも、ドライアイスによる凍傷に接種した方が発病率が高く症状の進展も急であるという報告がある。接種部位は冬芽よりも不定枝の時に高い発病率を示した。トドマツ罹病木からの病原菌の再分離は落枝からのみ検出され、落葉した針葉からは検出されなかったという。これに対し、同じくこの病気に感受性のあるストローブマツ (Pinus strobus) 罹病木では針葉からも再分離されたといい樹種によって異なっているようである。
生きている木（立木）を腐朽させてしまう菌がいくつか知られている。根株の心材腐朽を起こすものとしてマツノネクチタケ類 (Heterobasidion sp.) などが知られている。この菌はトドマツに限らずマツ属 (Pinus)、トウヒ属 (Picea)、モミ属 (Abies) などの各種針葉樹を侵し、欧米では特に問題視されている菌である。本種においても感染が問題になっている。。なお、北海道のマツノネクチタケは欧米産のものと同一視されHeterobasidion annousumの名前が与えらて来たが、欧米種よりも病原性が低く形態的な特徴も異なるとして再検討の結果2000年代以降別種に分類された
他にもナラタケ (Armillaria mellea) なども腐朽を引き起こす。
トドマツは後述のように水食いと呼ばれる木材内部の水分過多状態となっていることが多く、これが冬の寒さで凍結し裂けてしまう凍裂を起こしやすい。これが腐朽菌侵入の門戸の一つとなる。

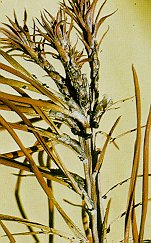
Scleroderris canker は色々な針葉樹に発生する
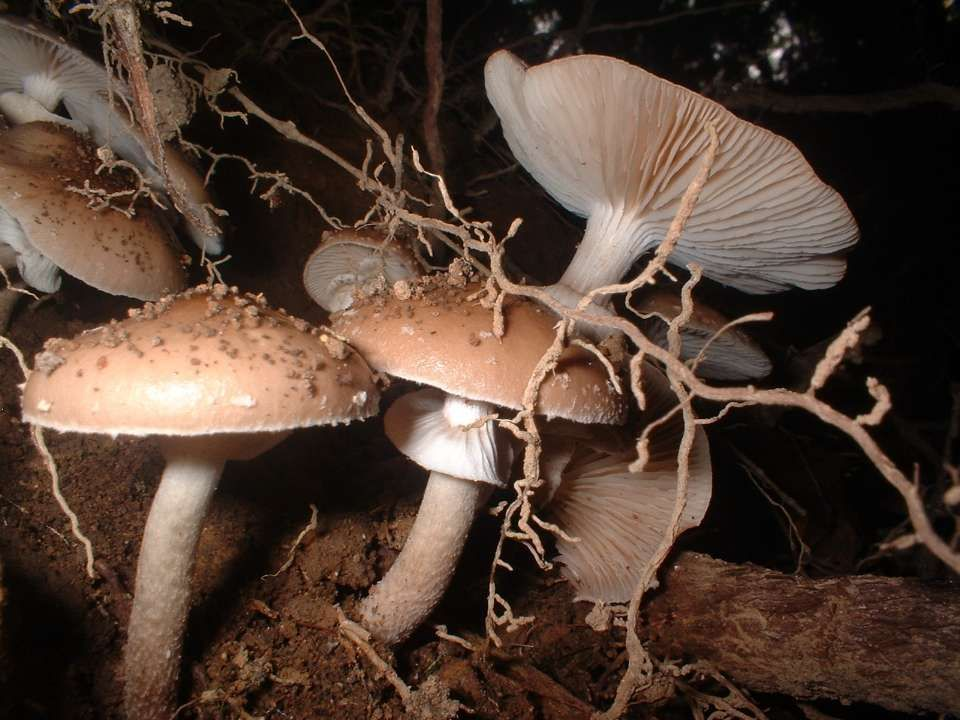
ナラタケ Armillaria mellea
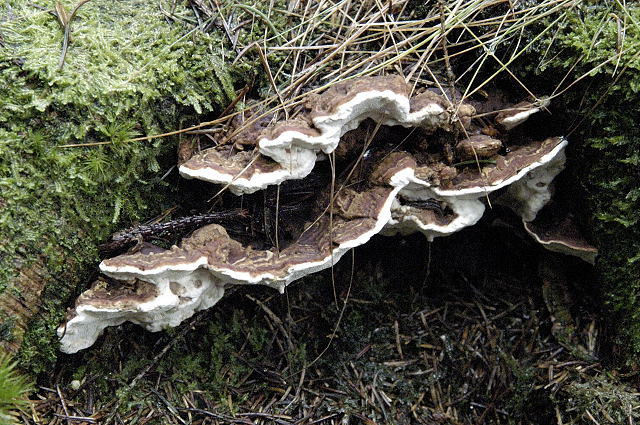
マツノネクチタケ Heterobasidion annosum

### 分布
北海道のほぼ全土と千島列島南部、樺太、カムチャツカ半島の針広混交林から亜寒帯林にかけて分布する。

## 人間との関係
本種は日本産のモミ属樹木では経済的に最も重要なものである。特に自生地でもある北海道においては全樹種の蓄積の3割弱を占める最も蓄積の多い樹木であるとされている。北海道においては、ヒノキ科針葉樹（ヒノキ、スギなど）は南部を除いて適地ではなく、より寒冷地に耐える本種のようなマツ科モミ属やトウヒ属のアカエゾマツが針葉樹や各種の落葉広葉樹が林業の主役となっている。

### 木材
トドマツの木材は我々にとって有用である。材はパルプやチップの原料としての比較的低級な使い方だけではなく、製材されて使われることも多い。北海道では主要な建材とされ、さらにアカマツやクロマツの代用として松飾りに用いられる。
材はほぼ白色から淡黄白。本種の心材と辺材の色には違いがほとんどなく、両者を見た目で区別することは難しい。このような心材を無色心材、淡色心材、もしくは熟材と呼び、モミ属やトウヒ属の木材では普通に見られる。
この様な樹種では辺材部と心材部の違いを含水率の差から判断することが出来る。一般に針葉樹では辺材部が高く心材部が低くなる。ところが、トドマツの材ではこの関係が逆転して心材部が異常なほど高い含水率を示すことがしばしばおこり、水食い材(wetwood) と呼ばれる。トドマツの水食いはかなりの確率で起こり、北海道各地で15000本余りの個体を調査した結果平均すると約4割、場所によっては9割以上の個体が水食い状態であったという。
前述の通り、色では見分けがつかないと言ったが、これは心材と辺材の含水率が同じ状態での話である。水分濃度の違いは色の濃淡に表れる。水食いのトドマツの心材部は辺材部以上に濃い色を示す。なぜ心材部が異常なほどの水を蓄え、「水食い」状態になるのかはよくわかっていない。
水食い材は業者が製材用としては引き取りたがらず、より安いパルプ・チップ用として買い叩くので、林家や生産事業体にとって経済的な打撃となる。
水食い材の強度について、乾燥・湿潤という2種類の含水率で健全材と力学的な強度を比較したところ、どちらの含水率でも両者の強度に差はなかったという報告がある。
材の気乾比重は0.32 - 0.48、乾燥と加工は容易だという。
他のモミ属同様、腐朽に対する耐性は低く腐りやすい。しかし、水に触れるような場所で使用した場合、エゾマツ（トウヒ属）よりも持ちが良いという。カナダバルサムはバルサムモミ Abies balsamesaの樹脂を原料とするが、本種のそれは代用になるという。

### 食料
トドマツを直接食べるという方法は知られていないが、トドマツと菌根を形成し栄養をやり取りするキノコを食べるということは間接的にトドマツを食べているともいえ、トドマツ林はこれらの菌根性キノコを栽培する場所ともいえる。トドマツの根は多種の菌類と共生し多様なキノコが発生する。
トドマツが多い地域ではアカモミタケ（Lactarius laeticolor、ベニタケ科）というキノコが有名である。この種はほかのキノコと見分けやすく紛らわしい有毒種が知られていないこと、まとまった収量が見込めること、味が良いことなどが人々に評価されている。ヨーロッパにおいてもこの種に極めて近縁で形態も酷似、生態面もモミ属樹木と共生するというLactarius salmonicolorが親しまれている。

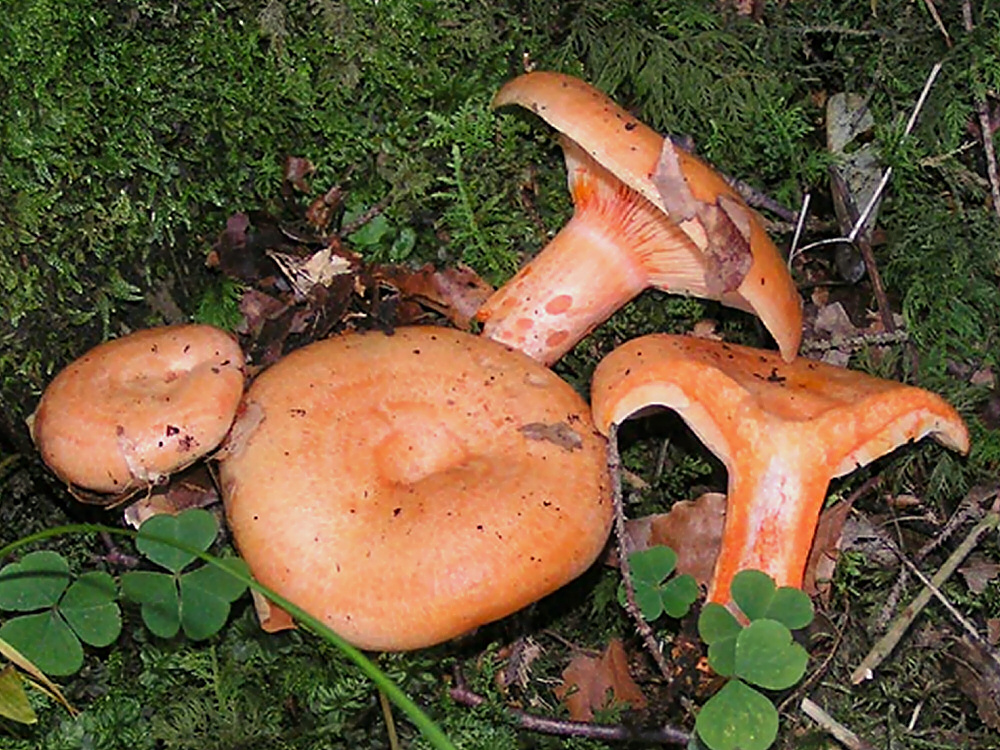
参考：Lactarius salmonicolor

## 名前と分類
マツと付くものの、いわゆる狭義のマツ（松、英語:pine）が属するマツ属 (Pinus)ではなく、モミ属 (Abies) に分類される。学名 Abies sachalinensis の種小名 sachalinensis はサハリン (樺太) に由来し産地を表す。
漢字表記では椴松と記す。北海道においては他の針葉樹も含めて青木と呼ばれるという。和名はアイヌ語 totorop の短縮とする説がある。
一般に以下の2つの変種が知られている。
- アカトドマツ Abies sachalinensis var. sachalinensis (基変種)
- アオトドマツ Abies sachalinensis var. mayriana

これに加えてさらに以下の2変種を認める場合がある
- ネムロトドマツ（エゾシラビソ）Abies sachalinensis var. nemorensis
- オニハダトドマツ  Abies sachalinensis var. corticosa

シラビソ (Abies veitchii)にごく近縁とされる。最終氷期あるいはそれ以前の氷期に本州まで南下したトドマツが、氷期の終わりとともに隔離されて分化した集団がシラビソと考えられる。現在の東北地方には、南部を除いてトドマツもシラビソも分布しないが、最終氷期には本種が東北地方にも広範囲に分布していたことが、化石資料から知られている。